# Eva (1948)
Eva ist ein in Schwarzweiß gedrehtes schwedisches Filmdrama von Gustaf Molander aus dem Jahr 1948. Das Drehbuch von Ingmar Bergman und Molander basiert auf Bergmans Kurzgeschichte Trumpetaren och Vår Herre (auf Deutsch etwa: Der Trompeter und unser Herrgott).

## Handlung
Bo (Birger Malmsten), ein im Trompetenspiel kundiger, junger Soldat der Schwedischen Marine (Kungliga flottan), fährt mit dem Zug in sein Heimatdorf Söderklacken zu seinen Eltern und Schwestern. Während der Reise erinnert er sich an eine Episode aus seiner Kindheit: Als Zwölfjähriger hatte er einen Streit mit seinem Vater Erik (Åke Claesson) und riss infolgedessen von Zuhause aus. Auf einem Güterzug traf er auf drei Tiroler Brüder bzw. Wandermusiker sowie auf die zehnjährige, blinde, aber ebenfalls musizierende Marthe (Anne Karlsson), die Tochter eines der Männer. Zwischen Bo und Marthe entwickelte sich rasch eine Freundschaft und als Bo ihr vorschlug, mit ihm zu fliehen, war sie einverstanden. Kurzerhand kehrte er mit Marthe zur Bahnstation in Söderklacken zurück, um eine Dampflokomotive zu entwenden, die er aufgrund seiner Vorkenntnisse als Sohn seines als Bahnhofsvorsteher tätigen Vaters hinlänglich bedienen konnte.
Zurück in der Gegenwart nutzt Bo seinen Heimaturlaub, um bald auch die von ihm verehrte Eva (Eva Stiberg) zu besuchen. Sie lebt am Bauernhof ihrer Großeltern, um ihrer Großmutter zur Hand zu gehen, da ihr Großvater im Sterben liegt. Unter dem Eindruck des siechenden Mannes und der Rezitation von Bibelversen erinnert sich Bo an den Ausgang seiner damaligen Flucht mit Marthe: Die Lokomotive entgleiste und stürzte einen Steilhang hinunter. Wie durch ein Wunder überlebte Bo, aber für Marthe kam jede Hilfe zu spät. Bo erklärt der ihm in Zärtlichkeit zugetanen Eva, dass er seit jenem Erlebnis den Tod hasst und fürchtet. Sie zeigt Verständnis und versucht ihn zuversichtlich zu stimmen. Nachdem sie sich ihre Zuneigung gestanden haben, bringt er Eva zurück nach Hause, wo ihr Großvater indes verstorben ist.
Einige Zeit später ist Bo aus dem Kommiss ausgetreten, verdingt sich in einer Stadt als Band-Trompeter in einem Vergnügungspark und teilt sich seine Wohnung mit dem Pärchen Susanne (Eva Dahlbeck) und Göran (Stig Olin). Die laszive Susanne versucht den anfangs standhaften Bo zu verführen, bis dieser ihr schließlich nachgibt, woraufhin er von Göran niedergeschlagen wird. In der Nacht träumt Bo, dass er Göran unter Susannes Anleitung tötet und mit ihr anschließend ein Foto von Eva verbrennt, welches er in seinem Zimmer verwahrt. Am nächsten Morgen stellt er erleichtert fest, dass Göran noch lebt und Eva vor der Tür steht. In seinem Zimmer schildert er ihr seine nach wie vor nicht überwundene innere Zerrissenheit, aber auch diesmal kann sie ihn beruhigen und dazu bewegen, mit ihr fortzugehen.
Bo und Eva ziehen auf die ansonsten nur von dem Witwer Mikael Johansson (Carl Ström) bewohnte Insel Ytterskär, wo die nun schwangere Eva ihr gemeinsames Kind erwartet. Doch selbst dort bleiben der Tod und der nach wie vor im Gange befindliche Zweite Weltkrieg greifbar: Nachdem sie davor bereits Detonationen von Seeminen gehört haben, entdecken Bo und Mikael in Ufernähe einen auf dem Wasser treibenden, deutschen Gefallenen. Sie tragen die Leiche in ein Bootshaus, werden dabei aber aus der Ferne von Eva beobachtet. Da sie von den beiden Männern keine befriedigende Antwort auf ihre Frage erhält, worum es sich bei dem vermeintlichen Gegenstand handelt, begibt sie sich zum Bootshaus und entdeckt den toten Soldaten. Vom Anblick verstört, läuft sie scheinbar ziellos über die Insel, bis Bo sie schließlich findet. Nun ist es Eva, die Bo mit der Absurdität des Daseins konfrontiert und an dem Sinn zweifelt, Nachwuchs zu zeugen. Kurz darauf setzen die Wehen ein.
Weil es auf der Insel keine Geburtshelferin gibt, müssen sie mit einem Boot über die offene See. Doch der Motor fällt zeitweilig aus und während Bo durch den Seegang rudert, lässt er den ständigen Wechsel der Hochs und Tiefs seines bisherigen Lebens Revue passieren, von jenem tragischen Tag seiner Kindheit bis in die Gegenwart. Bei der Hebamme angekommen, gebiert Eva einen Sohn. Als Bo diesen in den Armen hält, wird ihm sein Leben endlich verständlich. Der Tod verliert für Bo seinen Schrecken.

## Kritiken
„Entwicklungs- und Ehegeschichte eines grüblerischen, depressiven jungen Mannes. Eine unkonventionelle psychologische Studie mit poetischen Reflexionen über Leben und Tod, in der Atmosphäre deutlich geprägt vom Drehbuchautor Ingmar Bergman, der nach "Frau ohne Gesicht" (1947) zum zweitenmal mit Molander zusammenarbeitete.“